# Адам Кажимеж Чарториски
Княз Адам Кажимеж Йоахим Амброжи Марек Чарториски (на полски: Adam Kazimierz Joachim Ambroży Marek Czartoryski) е полски аристократ – представител и глава на магнатския род Чарториски с герб „Погон Литевска“. Княз на Клевани и Жукове. Политик и държавник. Драматург, литературен и театрален критик, покровител на изкуствата и меценат. Лидер на Патриотичната партия (1788 – 1792).

## Семейство
Потомък е на Гедиминас – основателя на управляващата династия на Великото литовско княжество. Роден е в семейството на княз Аугуст Александер Чарториски (1697 – 1782) и Мария Зофия Шенявска, по първи съпруг Денхоф, (1699 – 1777). Баща му е генерален староста (т.е. ръководител на местното самоуправление според законите на Жечпосполита) на Подолските земи. Дядо му по майчина линия Адам Миколай Шенявски (около 1666 – 18 февруари 1726) е велик коронен хетман (т.е. пожизнен министър на Короната на Полското Кралство, ръководител на полската войска).
На 18 ноември 1761 година се жени за своята племенница графиня Изабела (Елжбета) Дорота Флеминг (3 март 1746 г. – 17 юни 1835 г.), тогава на 15 години. Тя е дъщеря на великия литовски подскарбий (т.е. финансовия министър на Великото литовско княжество) Йежи Детлоф Флеминг и на Антонина Чарториска, първа братовчедка на Адам Кажимиеж. Този брак е продиктуван от интересите на рода – съпругата му е наследница на огромни поземлени владения.

## Биография
Роден е на 1 декември 1734 г. (н.с.) в Гданск.
Първоначално се обучава у дома от гуверньори. През 1752 г. заминава за чужбина и завършва образованието си в няколко европейски държави: Германия, Франция, Италия и Великобритания; особено е впечатлен от английските порядки, които се превръщат в пример за него.
От 1758 г. е генерален староста на Подолските земи. Като такъв започва да играе огромна роля в политическия живот на Жечпосполита. След смъртта (на 5 октомври 1763 г. в Дрезден) на саксонския курфюрст и полски крал Август III Сеймът трябва да избере нов крал на Жечпосполита. Главни кандидати за трона са княз Адам Кажимеж Чарториски и неговият първи братовчед Станислав Понятовски, дотогава велик литовски столник (Magni Ducatus Lithuaniae). Руската императрица Екатерина II подкрепя решително бившия си фаворит Понятовски (през 1757 – 1762 дипломат в Санкт Петербург), а пруският крал Фридрих е готов да подкрепи всяка кандидатура, която не е издигната от австрийския император. По време на гласуването във Варшава „присъстват“ руски военни части и княз Чарториски е принуден да се откаже в полза на братовчед си.
В периода 7 май – 23 юни 1764 е маршалек на Конвокационния сейм, събран за избора на нов крал, и в това си качество подписва акта за избора на последния полски крал Станислав Август Понятовски. Участва в Коронационния сейм (3 – 20 декември 1764)
От 1768 г. е комендант на варшавския кадетски корпус „Школа рицерска“. През 1777 г. става генерал-лейтенант в армията на Великото литовско княжество, през 1765 – 1783 г. ръководи пехотната гвардия на Великото литовско княжество, през 1805 г. става фелдмаршал от австрийската армия.
През 1773 папа Климент ХІV закрива ордена на йезуитите; това заплашва със срив цялата образователна система на Жечпосполита, състояща се основно от йезуитски учебни заведения. По инициатива на Хуго Колонтай на 14 октомври 1773 г. се създава Народната просветна комисия (Komisja Edukacji Narodowej, пълно име: Komisja nad Edukacją Młodzi Szlacheckiej Dozór Mająca), която поема имуществото на закрития йезуитски орден и си поставя за цел да организира оттук нататък просветата в страната. От самото ѝ начало неин член е княз Чарториски. В това си качество той оказва неоценими услуги на развитието на светската просвета на полски език. Като член на Комисията взима присърце и просветата сред селското еврейско население в полските земи; по негов съвет талмудистът и просветител Мендел Сатановер пише „Проектоплан за просвещението на еврейския народ в Полша и за подобряването на неговото благосъстояние“ (на френски език), издадена от княз Чарториски във Варшава през 1792 г.
Тъй като именията му се намират в Галиция, след първата подялба на Полша преминава на служба на Хабсбургската корона. Император Йозеф ІІ го назначава за фелдмаршал, дава му титлата „светлост“ и го прави благородник на Унгарското кралство.
Починал на 22 март 1823 г. (н.с.) в Шенява (Галиция).

## Награди
- Орден „Свети Андрей Първозвани“ (Орден Святого Андрея Первозванного) – 1762 (руски);
- орден „Бял орел“ (Order Orła Białego) – 1764 (полски);
- орден „Свети Станислав“ (Order Świętego Stanisława) – 1765 (полски);
- орден „Златно руно“ (Orden vom Goldenen Vlies) – 1808 (австрийски);
- орден „Света Анна“ (Орден Святой Анны) – 1808 (руски).

## Литературно творчество
- Panna na wydaniu (1771 г.)
- Katechizm kadecki (1774 г.)
- Kawa (1779 г.)
- Myśli o pismach polskich (1810 г.)